# Строма рогівки
Строма рогівки (власна речовина) — третій шар рогівки, товщина якого становить до 90% її товщини.

## Будова
Складається з приблизно 200-250 поздовжніх взаємно перехрещених пластинок, які складаються з колагенових волокон. У складі пластинок та між ними є фібробласти ( плоскі клітини з довгими розгалуженими відростками). Клітини  та пластинки занурені у аморфну речовину утворену кератинульфатом. Власна речовина не містить судин.
У ділянці райдужно-рогівкового кута переходить у склеру.

## Функції
Забезпечує світлопроведення.